# المحافظة الشمالية الغربية (زامبيا)
المحافظة الشمالية الغربية هي إحدى محافظات زامبيا العشرة. وهي تغطي مساحة 125,826 كم مربع (48,582 ميل مربع)، ويبلغ عدد سكانها 727,044 وبلغت الكثافة السكانية 5.80 نسمة في الكيلومتر المربع الواحد حسب تعداد من عام 2010. عاصمتها سولويز وتنقسم إلى 12 منطقة.

## المناخ
يظهر الجدول التالي التغييرات المناخية على مدار السنة للمحافظة الشمالية الغربية:
| البيانات المناخية لـلمحافظة الشمالية الغربية | البيانات المناخية لـلمحافظة الشمالية الغربية | البيانات المناخية لـلمحافظة الشمالية الغربية | البيانات المناخية لـلمحافظة الشمالية الغربية | البيانات المناخية لـلمحافظة الشمالية الغربية | البيانات المناخية لـلمحافظة الشمالية الغربية | البيانات المناخية لـلمحافظة الشمالية الغربية | البيانات المناخية لـلمحافظة الشمالية الغربية | البيانات المناخية لـلمحافظة الشمالية الغربية | البيانات المناخية لـلمحافظة الشمالية الغربية | البيانات المناخية لـلمحافظة الشمالية الغربية | البيانات المناخية لـلمحافظة الشمالية الغربية | البيانات المناخية لـلمحافظة الشمالية الغربية | البيانات المناخية لـلمحافظة الشمالية الغربية |
| الشهر | يناير                                        | فبراير                                       | مارس                                         | أبريل                                        | مايو                                         | يونيو                                        | يوليو                                        | أغسطس                                        | سبتمبر                                       | أكتوبر                                       | نوفمبر                                       | ديسمبر                                       | المعدل السنوي                                |
| --- | -------------------------------------------- | -------------------------------------------- | -------------------------------------------- | -------------------------------------------- | -------------------------------------------- | -------------------------------------------- | -------------------------------------------- | -------------------------------------------- | -------------------------------------------- | -------------------------------------------- | -------------------------------------------- | -------------------------------------------- | -------------------------------------------- |
| الدرجة القصوى °م (°ف) | 26.3 (79.3)                                  | 26.7 (80.1)                                  | 26.8 (80.2)                                  | 26.9 (80.4)                                  | 26.1 (79.0)                                  | 25 (77)                                      | 25.2 (77.4)                                  | 27.6 (81.7)                                  | 30.4 (86.7)                                  | 30.6 (87.1)                                  | 28 (82)                                      | 26.4 (79.5)                                  | 30.6 (87.1)                                  |
| متوسط درجة الحرارة الكبرى °م (°ف) | 20 (68)                                      | 20.4 (68.7)                                  | 20.3 (68.5)                                  | 19.8 (67.6)                                  | 17.8 (64.0)                                  | 15.7 (60.3)                                  | 15.9 (60.6)                                  | 18.5 (65.3)                                  | 21.5 (70.7)                                  | 22.3 (72.1)                                  | 21.1 (70.0)                                  | 20.2 (68.4)                                  | 22.3 (72.1)                                  |
| متوسط درجة الحرارة الصغرى °م (°ف) | 16.1 (61.0)                                  | 16 (61)                                      | 15.6 (60.1)                                  | 13.5 (56.3)                                  | 9.2 (48.6)                                   | 5.9 (42.6)                                   | 5.5 (41.9)                                   | 8.2 (46.8)                                   | 11.2 (52.2)                                  | 14.3 (57.7)                                  | 15.7 (60.3)                                  | 16 (61)                                      | 5.5 (41.9)                                   |
| الهطول مم (إنش) | 24 (0.9)                                     | 21 (0.8)                                     | 19 (0.7)                                     | 8 (0.3)                                      | 1 (0.0)                                      | 0 (0)                                        | 0 (0)                                        | 0 (0)                                        | 1 (0.0)                                      | 6 (0.2)                                      | 17 (0.7)                                     | 24 (0.9)                                     | 121 (4.8)                                    |
| المصدر: <ref>"Weather statistics for North-Western (Zambia)". المحافظة الشمالية الغربية: Norwegian Meteorological Institute and Norwegian Broadcasting Corporation. October 2016. مؤرشف من الأصل في 2016-10-21. اطلع عليه بتاريخ 20 October 2016. {{استشهاد ويب}}: تحقق من التاريخ في: \|سنة= لا يطابق \|تاريخ= (مساعدة) والوسيط غير المعروف \|width= تم تجاهله (مساعدة) |                                              |                                              |                                              |                                              |                                              |                                              |                                              |                                              |                                              |                                              |                                              |                                              |                                              |